# Franz Dorotheus Gerlach
Franz Dorotheus Gerlach (Wolfsbehringen, (ma Hörselberg-Hainich része), 1793. július 18. – Bázel, 1876. október 31.) német klasszika-filológus és történetíró.

## Élete
Gothában járt középiskolába, egyetemi tanulmányait előbb Lipcsében, majd Göttingenben végezte. 1817-ben Svájcba költözött és az aaraui kanton-iskolához került, 1820-ban a bázeli egyetemre hívták meg a latin nyelv és irodalom tanárának, 1829-től 1866-ig az egyetem könyvtárosa is volt. 1875-ben nyugalomba vonult.

## Nevezetesebb filológiai munkái
- Sallust kiadása kommentárral (Basel, 1823-1831)
- Tacitus Germania-ja (uo. 1835)
- Roth-tel kiadott Nonius Marcellus és Luciliustól iratokat (1842-46)

## Egyéb művei
- Historische Studien (Hamburg és Gotha, 1841)
- Geschichtliche Forschung und Darstellung (Basel, 1847)
- Vorgeschichte, Gründung und Entwicklung des römischen Staats (uo. 1863)
- Geschichte der Römer (uo. 1851)